# Herbert Keller (Mathematiker)
Herbert Bishop Keller  (* 19. Juni 1925 in Paterson, New Jersey; † 26. Januar 2008 in Pasadena) war ein US-amerikanischer Mathematiker, der sich mit Numerischer Analysis und Angewandter Mathematik beschäftigte.

## Leben
Keller studierte am Georgia Institute of Technology Physik-Ingenieur und ging dann zur US-Navy, wo er während des Zweiten Weltkriegs als Artillerieoffizier im Nordatlantik war und danach auf einer Navy-Schule, wo er unter anderem Jimmy Carter unterrichtete. Danach setzte er sein Studium am Georgia Tech und der New York University fort, wo er 1954 bei Wilhelm Magnus (in Wirklichkeit aber bei seinem Bruder Joseph B. Keller, mit dem er auch schon veröffentlichte) promoviert wurde (On Systems of Linear Ordinary Differential Equations with Applications to Ionospheric Propagation). 1951 bis 1953 unterrichtete er auch am Sarah Lawrence College Mathematik. Danach blieb er am Courant Institute der New York University, wo er Vizedirektor des Computing and Applied Mathematics Center der Atomic Energy Commission wurde. 1965 war er Gastwissenschaftler am Caltech, wo er ab 1967 Professor für Angewandte Mathematik wurde. Ab 1989 war er dort Direktor des Zentrums für Parallelrechnen. 2000 wurde er emeritiert. Danach war er Senior Research Scientist am Center for Computational Mathematics der University of California, San Diego.
Keller befasste sich mit der numerischen Analyse nichtlinearer Phänomene wie Bifurkationstheorie, die er mit Homotopie-Techniken im Parameterraum und mit Wegverfolgungsmethoden (path following methods) untersuchte, mit numerischer Hydrodynamik, Zweipunkt-Randwertproblemen und Parallelalgorithmen.
1973 bis 1974 war Keller Vizepräsident und 1975 bis 1976 Präsident der SIAM, deren Theodore-von-Karman-Preis er 1994 erhielt. 1979 bis 1980 war er Guggenheim Fellow. Er war seit 1976 Mitglied der American Academy of Arts and Sciences. Keller war Mitherausgeber des SIAM Journal on Applied Mathematics, des SIAM Journal on Numerical Analysis, von Numerische Mathematik und dem Journal of Computer and System Sciences.
Keller war ein passionierter Radfahrer und starb bei einem Badeunfall nach einer seiner regelmäßigen 40-Meilen-Fahrradtouren am Morgen. Sein älterer Bruder Joseph B. Keller war ebenfalls ein bekannter Mathematiker.

## Schriften
- mit Eugene Isaacson: Analysis of Numerical Methods, Wiley 1966, Dover 1994
- Numerical methods for two-point boundary-value problems, Waltham (Massachusetts), Blaisdell 1968, Dover 1992
- Herausgeber: Computational Fluid Dynamics, American Mathematical Society 1978
- Lectures on Numerical Methods in Bifurcation Problems, Springer 1987 (Vorlesungen Tata Institute/Indian Institute of Technology)